# Бороєшть
Бороєшть, Бороєшті (рум. Boroești) — село у повіті Олт в Румунії. Входить до складу комуни Берешть.
Село розташоване на відстані 119 км на захід від Бухареста, 35 км на північний схід від Слатіни, 75 км на північний схід від Крайови, 132 км на південний захід від Брашова.

## Населення
За даними перепису населення 2002 року у селі проживали 98 осіб, усі — румуни. Усі жителі села рідною мовою назвали румунську.